# A delejes halál
A delejes halál egy 1969-ben, a Móra Könyvkiadó Kozmosz Fantasztikus Könyvek sorozatában megjelent novelláskötet, mely Karinthy Frigyes science-fiction témájú műveit tartalmazza, címadó novellája 1926-ban jelent meg először.

## Történetek
- Két hajó
- Novella a delejes halálról
- A lélek arca
- Az élő molekula
- A lift feljebb megy
- A negyedik halmazállapot
- Röntgenország
- Géniusz
- Régi város
- Az inkarnátor
- A jövőbe látó gép
- Az élő tükör
- Párbaj a XXV. században
- A fotografált gondolat
- Királykisasszony és a varangyos béka
- Új-Zéland
- Új Iliász
- Legenda az ezerarcú lélekről
- Emberautomata
- És mi lehet még?… Más szóval az a jó kis öreg eljövendő harmincadik század

Borotválkozás

Este tablettát veszünk be, amitől éjszaka folyamán úgy megpuhul a szakáll, hogy reggel mosakodásnál lejön.